# General der Gebirgstruppe
Le grade de General der Gebirgstruppe en français : « général des troupes de montagne » est un grade d’officier général de la Heer, l'Armée de terre allemande, qui est équivalent à celui de général de corps d'armée en France.

## Historique
Le grade de General der Gebirgstruppe est utilisé depuis 1935. Il se situe entre le grade de Generalleutnant et celui de Generaloberst dans la Wehrmacht. Il correspond au grade de général de corps d'armée dans l'armée française contemporaine. En 1935, la Wehrmacht introduisit de nouveaux grades à côté des anciens: General der Nachschubtruppe (approvisionnement), General der Gebirgstruppen (troupes de montagne), General der Fallschirmtruppen (troupes parachutistes) et General der Nachrichtentruppen (troupes de transmissions).

## Correspondance dans les autres armes (de la Heer ou de la Luftwaffe)

### Heer (armée de terre)
- General der Infanterie pour l'infanterie
- General der Kavallerie pour la cavalerie
- General der Artillerie pour l'artillerie
- General der Panzertruppe pour les troupes blindées (de) (1935-1945)
- General der Pioniere pour le génie (1938-1945)
- General der Gebirgstruppe pour les troupes de montagne (de) (1940-1945)
- General der Nachrichtentruppe pour les services des transmissions (1940-1945)

### Luftwaffe (armée de l'air)
- General der Fallschirmtruppe pour les unités parachutistes
- General der Jagdflieger pour la chasse aérienne ; dans ce cas, il ne s'agit pas d'un grade mais d'une fonction d'inspection (sans commandement)[a]
- General der Flieger pour les unités aériennes (sans précision)
- General der Flakartillerie pour la défense antiaérienne
- General der Luftnachrichtentruppe pour les transmissions dans l'armée de l'air
- General der Luftwaffe pour l'armée de l'air, de manière non précise

## Liste des officiers ayant porté ce grade
B
- Franz Böhme (1885-1947)

D
- Eduard Dietl (1889-1944)

E
- Karl Eglseer (1890-1944)

F
- Valentin Feurstein (1885-1970)

H
- Georg Ritter von Hengl (1897-1952)

j
- Ferdinand Jodl (1896-1956)

K
- Rudolf Konrad (1891-1964)
- Hans Kreysing (1890-1969)
- Ludwig Kübler (1889-1947)

L
- Hubert Lanz (1896-1982)
- Friedrich-Jobst Volckamer von Kirchensittenbach (1894-1989)

R
- Julius Ringel (1889-1967)

S
- Ferdinand Schörner (1892-1973)
- Hans Schlemmer (1893-1973)
- Hans Karl Maximilian von Le Suire (1898-1954)

V
- Kurt Versock (1895-1963)
- Emil Vogel (1894-1985)

W
- August Winter (1897-1979)